# Strade Bianche 2020
La 14e édition des Strade Bianche, a lieu le 1er août 2020, après avoir été reportée en raison de la pandémie de Covid-19,.
La course fait partie du calendrier UCI World Tour 2020 en catégorie 1.UWT et elle marque le retour d'une course UCI World Tour, après plus de quatre mois d'interruption dû à la pandémie de Covid-19 (la dernière course, Paris-Nice, s'étant déroulée du 8 au 14 mars).

## Présentation

### Parcours
Le parcours de 184 km de cette édition des Strade Bianche part de la forteresse Médicis de Sienne et arrive sur la Piazza del Campo, dans cette même ville. Ce tracé est le même que l'année précédente et comprend onze « routes blanches » (strade bianche en italien), pour un total de 63 km :

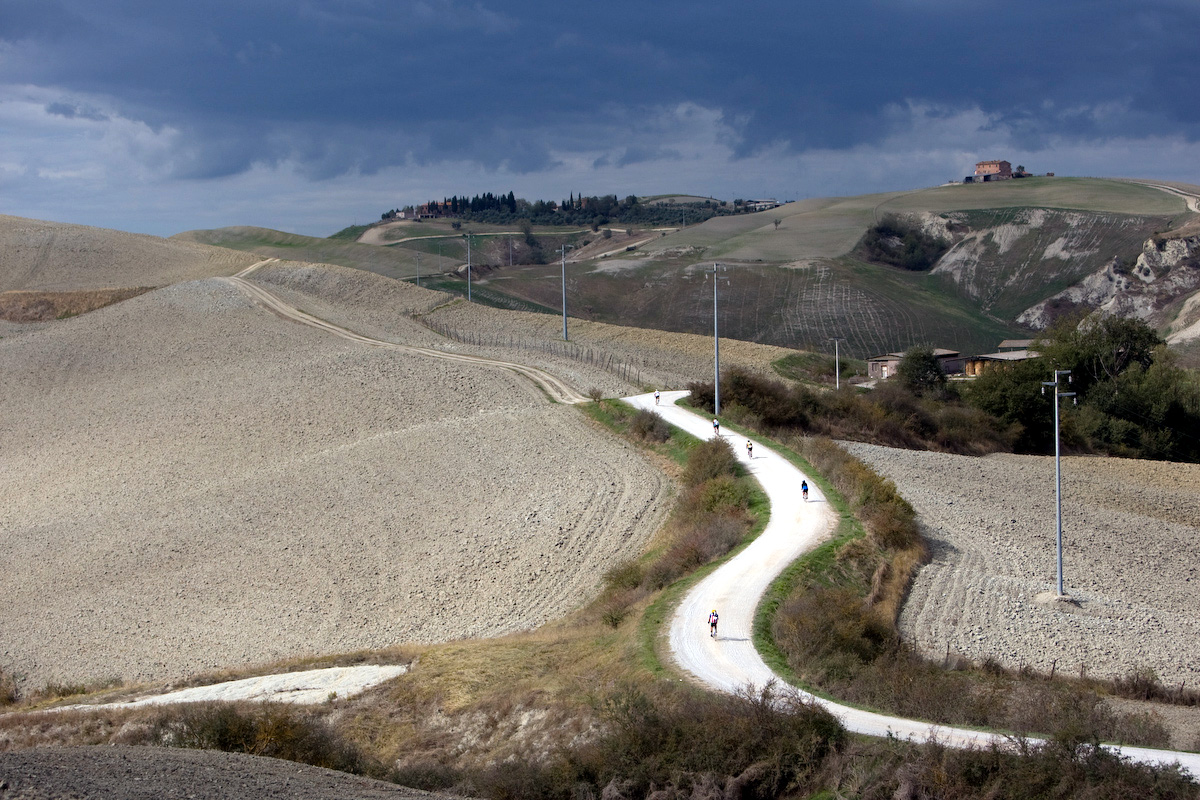
L'une des strade bianche.

| Secteur | Nom                   | Position                         | Longueur | Difficulté |
| ------- | --------------------- | -------------------------------- | -------- | ---------- |
| 1       | Vidritta              | entre le km 17,6 et le km 19,7   | 2 100 m  | 01         |
| 2       | Bagnaia               | entre le km 25,0 et le km 30,8   | 5 800 m  | 01         |
| 3       | Radi                  | entre le km 36,9 et le km 41,3   | 4 400 m  | 03         |
| 4       | La Piana              | entre le km 47,6 et le km 53,1   | 5 500 m  | 01         |
| 5       | Lucignano d'Asso      | entre le km 75,8 et le km 87,7   | 11 900 m | 03         |
| 6       | Pieve a Salti         | entre le km 88,7 et le km 96,7   | 8 000 m  | 04         |
| 7       | San Martino in Grania | entre le km 111,3 et le km 120,8 | 9 500 m  | 03         |
| 8       | Monte Sante Marie     | entre le km 130 et le km 141,5   | 11 500 m | 05         |
| 9       | Monteaperti           | entre le km 160 et le km 160,8   | 800 m    | 01         |
| 10      | Colle Pinzuto         | entre le km 164,6 et le km 167   | 2 400 m  | 04         |
| 11      | Le Tolfe              | entre le km 171 et le km 172,1   | 1 100 m  | 03         |

### Équipes
On retrouve un total de 24 équipes au départ, 18 faisant partie des WorldTeams, la première division mondiale, et les six autres des équipes ProTeams, la seconde division mondiale.
| WorldTeams (18)- AG2R La Mondiale - Astana - Bahrain McLaren - Bora-Hansgrohe - CCC Team - Deceuninck-Quick Step - EF Pro Cycling - Groupama-FDJ - Israel Start-Up Nation - Lotto Soudal - Mitchelton-Scott - Movistar Team - Ineos - Jumbo-Visma - Team Sunweb - Trek-Segafredo - UAE Team Emirates - NTT Pro Cycling ProTeams (6)- Androni Giocattoli-Sidermec - Bardiani CSF Faizanè - Arkéa-Samsic - Circus-Wanty Gobert - Alpecin-Fenix - B&B Hotels-Vital Concept p/b KTM |
| |

## Classement final
| \| Classement général \| Classement général \| Classement général \| Classement général \| Classement général \| \| Coureur \| Coureur \| Pays \| Équipe \| Temps \| \| ------------------ \| --------------------- \| ------------------ \| --------------------- \| ------------------ \| \| 1er \| Wout van Aert \| Belgique \| Jumbo-Visma \| 4 h 58 min 56 s \| \| 2e \| Davide Formolo \| Italie \| UAE Team Emirates \| + 30 s \| \| 3e \| Maximilian Schachmann \| Allemagne \| Bora-Hansgrohe \| + 32 s \| \| 4e \| Alberto Bettiol \| Italie \| EF Pro Cycling \| + 1 min 31 s \| \| 5e \| Jakob Fuglsang \| Danemark \| Astana \| + 2 min 55 s \| \| 6e \| Zdeněk Štybar \| Tchéquie \| Deceuninck-Quick Step \| + 3 min 59 s \| \| 7e \| Brent Bookwalter \| États-Unis \| Mitchelton-Scott \| + 4 min 25 s \| \| 8e \| Greg Van Avermaet \| Belgique \| CCC Team \| + 4 min 27 s \| \| 9e \| Michael Gogl \| Autriche \| NTT Pro Cycling \| + 6 min 47 s \| \| 10e \| Diego Rosa \| Italie \| Arkéa-Samsic \| + 7 min 45 s \| \| 11e \| Gregor Mühlberger \| Autriche \| Bora-Hansgrohe \| + 8 min 11 s \| \| 12e \| Michał Kwiatkowski \| Pologne \| Team Ineos \| + 10 min 03 s \| \| 13e \| Tadej Pogačar \| Slovénie \| UAE Team Emirates \| + 10 min 03 s \| \| 14e \| Stefan Küng \| Suisse \| Groupama-FDJ \| + 10 min 03 s \| \| 15e \| Mathieu van der Poel \| Pays-Bas \| Alpecin-Fenix \| + 10 min 06 s \| \| 16e \| Diego Ulissi \| Italie \| UAE Team Emirates \| + 10 min 09 s \| \| 17e \| Gorka Izagirre \| Espagne \| Astana \| + 10 min 09 s \| \| 18e \| Loïc Vliegen \| Belgique \| Circus-Wanty Gobert \| + 10 min 11 s \| \| 19e \| Matej Mohorič \| Slovénie \| Bahrain McLaren \| + 10 min 30 s \| \| 20e \| Andrea Vendrame \| Italie \| AG2R La Mondiale \| + 13 min 41 s \| |                       |            |                       |                 |
| |                       |            |                       |                 |
| Source : ProCyclingStats |                       |            |                       |                 |
| Classement général |                       |            |                       |                 |
| Coureur | Coureur               | Pays       | Équipe                | Temps           |
| 1er | Wout van Aert         | Belgique   | Jumbo-Visma           | 4 h 58 min 56 s |
| 2e | Davide Formolo        | Italie     | UAE Team Emirates     | + 30 s          |
| 3e | Maximilian Schachmann | Allemagne  | Bora-Hansgrohe        | + 32 s          |
| 4e | Alberto Bettiol       | Italie     | EF Pro Cycling        | + 1 min 31 s    |
| 5e | Jakob Fuglsang        | Danemark   | Astana                | + 2 min 55 s    |
| 6e | Zdeněk Štybar         | Tchéquie   | Deceuninck-Quick Step | + 3 min 59 s    |
| 7e | Brent Bookwalter      | États-Unis | Mitchelton-Scott      | + 4 min 25 s    |
| 8e | Greg Van Avermaet     | Belgique   | CCC Team              | + 4 min 27 s    |
| 9e | Michael Gogl          | Autriche   | NTT Pro Cycling       | + 6 min 47 s    |
| 10e | Diego Rosa            | Italie     | Arkéa-Samsic          | + 7 min 45 s    |
| 11e | Gregor Mühlberger     | Autriche   | Bora-Hansgrohe        | + 8 min 11 s    |
| 12e | Michał Kwiatkowski    | Pologne    | Team Ineos            | + 10 min 03 s   |
| 13e | Tadej Pogačar         | Slovénie   | UAE Team Emirates     | + 10 min 03 s   |
| 14e | Stefan Küng           | Suisse     | Groupama-FDJ          | + 10 min 03 s   |
| 15e | Mathieu van der Poel  | Pays-Bas   | Alpecin-Fenix         | + 10 min 06 s   |
| 16e | Diego Ulissi          | Italie     | UAE Team Emirates     | + 10 min 09 s   |
| 17e | Gorka Izagirre        | Espagne    | Astana                | + 10 min 09 s   |
| 18e | Loïc Vliegen          | Belgique   | Circus-Wanty Gobert   | + 10 min 11 s   |
| 19e | Matej Mohorič         | Slovénie   | Bahrain McLaren       | + 10 min 30 s   |
| 20e | Andrea Vendrame       | Italie     | AG2R La Mondiale      | + 13 min 41 s   |

### Classements UCI
La course attribue des points au Classement mondial UCI 2020 selon le barème suivant.
| Position           | 1er | 2e  | 3e  | 4e  | 5e  | 6e  | 7e | 8e | 9e | 10e | 11e | 12e | 13e | 14e | 15e à 20e | 21e à 30e | 31e à 50e | 51e à 55e | 56e à 60e |
| Classement général | 300 | 250 | 215 | 175 | 120 | 115 | 95 | 75 | 60 | 50  | 40  | 35  | 30  | 25  | 20        | 12        | 5         | 2         | 1         |

## Liste des participants
| Deceuninck-Quick Step DQT | Deceuninck-Quick Step DQT | Deceuninck-Quick Step DQT |
| ------------------------- | ------------------------- | ------------------------- |
| Num                       | Coureur                   | Pos                       |
| 1                         | Julian Alaphilippe (FRA)  | 24e                       |
| 2                         | Kasper Asgreen (DEN)      | AB                        |
| 3                         | Davide Ballerini (ITA)    | AB                        |
| 4                         | Mikkel Honoré (DEN)       | HD                        |
| 5                         | Bob Jungels (LUX) (route) | AB                        |
| 6                         | Pieter Serry (BEL)        | AB                        |
| 7                         | Zdeněk Štybar (CZE)       | 6e                        |

| AG2R La Mondiale ALM | AG2R La Mondiale ALM    | AG2R La Mondiale ALM |
| -------------------- | ----------------------- | -------------------- |
| Num                  | Coureur                 | Pos                  |
| 12                   | Julien Duval (FRA)      | AB                   |
| 13                   | Dorian Godon (FRA)      | AB                   |
| 14                   | Lawrence Naesen (BEL)   | AB                   |
| 15                   | Oliver Naesen (BEL)     | AB                   |
| 16                   | Andrea Vendrame (ITA)   | 20e                  |
| 17                   | Lawrence Warbasse (USA) | AB                   |

| Alpecin-Fenix AFC | Alpecin-Fenix AFC          | Alpecin-Fenix AFC |
| ----------------- | -------------------------- | ----------------- |
| Num               | Coureur                    | Pos               |
| 21                | Mathieu van der Poel (NED) | 15e               |
| 22                | Floris De Tier (BEL)       | HD                |
| 23                | Kristian Sbaragli (ITA)    | AB                |
| 24                | Scott Thwaites (GBR)       | AB                |
| 25                | Petr Vakoč (CZE)           | AB                |
| 26                | Gianni Vermeersch (BEL)    | HD                |
| 27                | Philipp Walsleben (GER)    | AB                |

| Androni Giocattoli-Sidermec ANS | Androni Giocattoli-Sidermec ANS | Androni Giocattoli-Sidermec ANS |
| ------------------------------- | ------------------------------- | ------------------------------- |
| Num                             | Coureur                         | Pos                             |
| 31                              | Nicola Bagioli (ITA)            | AB                              |
| 32                              | Mattia Frapporti (ITA)          | AB                              |
| 33                              | Davide Gabburo (ITA)            | 41e                             |
| 34                              | Simon Pellaud (SUI)             | 40e                             |
| 35                              | Simone Ravanelli (ITA)          | HD                              |
| 36                              | Josip Rumac (CRO)               | 26e                             |
| 37                              | Mattia Viel (ITA)               | AB                              |

| Astana AST | Astana AST                    | Astana AST |
| ---------- | ----------------------------- | ---------- |
| Num        | Coureur                       | Pos        |
| 41         | Alexey Lutsenko (KAZ) (route) | AB         |
| 42         | Manuele Boaro (ITA)           | AB         |
| 43         | Fabio Felline (ITA)           | AB         |
| 44         | Jakob Fuglsang (DEN)          | 5e         |
| 45         | Hugo Houle (CAN)              | 29e        |
| 46         | Gorka Izagirre (ESP)          | 17e        |
| 47         | Ion Izagirre (ESP)            | AB         |

| B&B Hotels-Vital Concept p/b KTM BVC | B&B Hotels-Vital Concept p/b KTM BVC | B&B Hotels-Vital Concept p/b KTM BVC |
| ------------------------------------ | ------------------------------------ | ------------------------------------ |
| Num                                  | Coureur                              | Pos                                  |
| 51                                   | Maxime Chevalier (FRA)               | AB                                   |
| 52                                   | Arnaud Courteille (FRA)              | AB                                   |
| 53                                   | Cyril Gautier (FRA)                  | 37e                                  |
| 54                                   | Johan Le Bon (FRA)                   | AB                                   |
| 55                                   | Quentin Pacher (FRA)                 | AB                                   |
| 56                                   | Sebastian Schönberger (AUT)          | AB                                   |
| 57                                   | Tom-Jelte Slagter (NED)              | AB                                   |

| Bahrain McLaren TBM | Bahrain McLaren TBM       | Bahrain McLaren TBM |
| ------------------- | ------------------------- | ------------------- |
| Num                 | Coureur                   | Pos                 |
| 61                  | Dylan Teuns (BEL)         | AB                  |
| 62                  | Domen Novak (SLO) (route) | AB                  |
| 63                  | Grega Bole (SLO)          | AB                  |
| 64                  | Iván García Cortina (ESP) | AB                  |
| 65                  | Matej Mohorič (SLO)       | 19e                 |
| 66                  | Jan Tratnik (SLO)         | AB                  |
| 67                  | Fred Wright (GBR)         | AB                  |

| Bardiani CSF Faizanè BCF | Bardiani CSF Faizanè BCF  | Bardiani CSF Faizanè BCF |
| ------------------------ | ------------------------- | ------------------------ |
| Num                      | Coureur                   | Pos                      |
| 71                       | Vincenzo Albanese (ITA)   | AB                       |
| 72                       | Nicolas Dalla Valle (ITA) | AB                       |
| 73                       | Iuri Filosi (ITA)         | AB                       |
| 74                       | Filippo Fiorelli (ITA)    | AB                       |
| 75                       | Fabio Mazzucco (ITA)      | AB                       |
| 76                       | Alessandro Pessot (ITA)   | AB                       |
| 77                       | Alessandro Tonelli (ITA)  | AB                       |

| Bora-Hansgrohe BOH | Bora-Hansgrohe BOH                  | Bora-Hansgrohe BOH |
| ------------------ | ----------------------------------- | ------------------ |
| Num                | Coureur                             | Pos                |
| 81                 | Peter Sagan (SVK)                   | AB                 |
| 82                 | Cesare Benedetti (ITA)              | HD                 |
| 83                 | Marcus Burghardt (GER)              | 23e                |
| 84                 | Oscar Gatto (ITA)                   | AB                 |
| 85                 | Gregor Mühlberger (AUT)             | 11e                |
| 86                 | Daniel Oss (ITA)                    | 27e                |
| 87                 | Maximilian Schachmann (GER) (route) | 3e                 |

| CCC Team CCC | CCC Team CCC               | CCC Team CCC |
| ------------ | -------------------------- | ------------ |
| Num          | Coureur                    | Pos          |
| 91           | Greg Van Avermaet (BEL)    | 8e           |
| 92           | Alessandro De Marchi (ITA) | 33e          |
| 93           | Simon Geschke (GER)        | HD           |
| 94           | Jonas Koch (GER)           | AB           |
| 95           | Michael Schär (SUI)        | 28e          |
| 96           | Gijs Van Hoecke (BEL)      | AB           |
| 97           | Nathan Van Hooydonck (BEL) | AB           |

| Circus-Wanty Gobert CWG | Circus-Wanty Gobert CWG    | Circus-Wanty Gobert CWG |
| ----------------------- | -------------------------- | ----------------------- |
| Num                     | Coureur                    | Pos                     |
| 101                     | Quinten Hermans (BEL)      | AB                      |
| 102                     | Timothy Dupont (BEL)       | AB                      |
| 103                     | Fabien Doubey (FRA)        | AB                      |
| 104                     | Corné van Kessel (NED)     | AB                      |
| 105                     | Xandro Meurisse (BEL)      | AB                      |
| 106                     | Loïc Vliegen (BEL)         | 18e                     |
| 107                     | Pieter Vanspeybrouck (BEL) | AB                      |

| EF Pro Cycling EF1 | EF Pro Cycling EF1        | EF Pro Cycling EF1 |
| ------------------ | ------------------------- | ------------------ |
| Num                | Coureur                   | Pos                |
| 111                | Alberto Bettiol (ITA)     | 4e                 |
| 112                | Simon Clarke (AUS)        | AB                 |
| 113                | Lawson Craddock (USA)     | 35e                |
| 114                | Mitchell Docker (AUS)     | AB                 |
| 115                | Magnus Cort Nielsen (DEN) | AB                 |
| 116                | Sean Bennett (USA)        | AB                 |
| 117                | Michael Woods (CAN)       | 36e                |

| Groupama-FDJ GFC | Groupama-FDJ GFC      | Groupama-FDJ GFC |
| ---------------- | --------------------- | ---------------- |
| Num              | Coureur               | Pos              |
| 121              | Stefan Küng (SUI)     | 14e              |
| 122              | Mickaël Delage (FRA)  | AB               |
| 123              | Kevin Geniets (LUX)   | AB               |
| 124              | Simon Guglielmi (FRA) | AB               |
| 125              | Olivier Le Gac (FRA)  | 31e              |
| 126              | Marc Sarreau (FRA)    | AB               |
| 127              | Léo Vincent (FRA)     | AB               |

| Israel Start-Up Nation ISN | Israel Start-Up Nation ISN | Israel Start-Up Nation ISN |
| -------------------------- | -------------------------- | -------------------------- |
| Num                        | Coureur                    | Pos                        |
| 131                        | Krists Neilands (LAT)      | AB                         |
| 132                        | Guillaume Boivin (CAN)     | AB                         |
| 133                        | Alexander Cataford (CAN)   | AB                         |
| 134                        | Alex Dowsett (GBR)         | 34e                        |
| 135                        | Reto Hollenstein (SUI)     | AB                         |
| 136                        | Norman Vahtra (EST)        | AB                         |

| Lotto-Soudal LTS | Lotto-Soudal LTS         | Lotto-Soudal LTS |
| ---------------- | ------------------------ | ---------------- |
| Num              | Coureur                  | Pos              |
| 141              | Philippe Gilbert (BEL)   | 25e              |
| 142              | Jasper De Buyst (BEL)    | AB               |
| 143              | Kobe Goossens (BEL)      | AB               |
| 144              | Matthew Holmes (GBR)     | AB               |
| 145              | Stefano Oldani (ITA)     | AB               |
| 146              | Tosh Van der Sande (BEL) | AB               |
| 147              | Florian Vermeersch (BEL) | AB               |

| Mitchelton-Scott MTS | Mitchelton-Scott MTS     | Mitchelton-Scott MTS |
| -------------------- | ------------------------ | -------------------- |
| Num                  | Coureur                  | Pos                  |
| 151                  | Edoardo Affini (ITA)     | AB                   |
| 152                  | Jack Bauer (NZL)         | 22e                  |
| 153                  | Sam Bewley (NZL)         | AB                   |
| 154                  | Brent Bookwalter (USA)   | 7e                   |
| 155                  | Luke Durbridge (AUS)     | AB                   |
| 156                  | Alexander Konychev (ITA) | HD                   |
| 157                  | Robert Stannard (AUS)    | AB                   |

| Movistar Team MOV | Movistar Team MOV       | Movistar Team MOV |
| ----------------- | ----------------------- | ----------------- |
| Num               | Coureur                 | Pos               |
| 161               | Dario Cataldo (ITA)     | AB                |
| 162               | Juri Hollmann (GER)     | AB                |
| 163               | Héctor Carretero (ESP)  | AB                |
| 164               | Johan Jacobs (SUI)      | AB                |
| 165               | Einer Rubio (COL)       | AB                |
| 166               | Eduardo Sepúlveda (ARG) | AB                |
| 167               | Davide Villella (ITA)   | AB                |

| NTT Pro Cycling NTT | NTT Pro Cycling NTT        | NTT Pro Cycling NTT |
| ------------------- | -------------------------- | ------------------- |
| Num                 | Coureur                    | Pos                 |
| 171                 | Samuele Battistella (ITA)  | AB                  |
| 172                 | Edvald Boasson Hagen (NOR) | 42e                 |
| 173                 | Michael Gogl (AUT)         | 9e                  |
| 174                 | Michael Valgren (DEN)      | 30e                 |
| 175                 | Roman Kreuziger (CZE)      | HD                  |
| 176                 | Matteo Sobrero (ITA)       | AB                  |
| 177                 | Rasmus Tiller (NOR)        | AB                  |

| Arkéa-Samsic ARK | Arkéa-Samsic ARK        | Arkéa-Samsic ARK |
| ---------------- | ----------------------- | ---------------- |
| Num              | Coureur                 | Pos              |
| 181              | Diego Rosa (ITA)        | 10e              |
| 182              | Franck Bonnamour (FRA)  | AB               |
| 183              | Benjamin Declercq (BEL) | AB               |
| 184              | Anthony Delaplace (FRA) | AB               |
| 185              | Romain Hardy (FRA)      | AB               |
| 186              | Clément Russo (FRA)     | AB               |
| 187              | Florian Vachon (FRA)    | AB               |

| Team Ineos INS | Team Ineos INS           | Team Ineos INS |
| -------------- | ------------------------ | -------------- |
| Num            | Coureur                  | Pos            |
| 191            | Owain Doull (GBR)        | AB             |
| 192            | Michał Kwiatkowski (POL) | 12e            |
| 193            | Gianni Moscon (ITA)      | AB             |
| 194            | Jhonatan Narváez (ECU)   | AB             |
| 195            | Salvatore Puccio (ITA)   | AB             |
| 196            | Luke Rowe (GBR)          | AB             |
| 197            | Ben Swift (GBR) (route)  | AB             |

| Jumbo-Visma TJV | Jumbo-Visma TJV                     | Jumbo-Visma TJV |
| --------------- | ----------------------------------- | --------------- |
| Num             | Coureur                             | Pos             |
| 201             | Wout van Aert (BEL)                 | 1er             |
| 202             | Koen Bouwman (NED)                  | AB              |
| 203             | Amund Grøndahl Jansen (NOR) (route) | 38e             |
| 204             | Bert-Jan Lindeman (NED)             | AB              |
| 205             | Paul Martens (GER)                  | AB              |
| 206             | Antwan Tolhoek (NED)                | AB              |
| 207             | Maarten Wynants (BEL)               | AB              |

| Team Sunweb SUN | Team Sunweb SUN            | Team Sunweb SUN |
| --------------- | -------------------------- | --------------- |
| Num             | Coureur                    | Pos             |
| 211             | Tiesj Benoot (BEL)         | AB              |
| 212             | Nikias Arndt (GER)         | AB              |
| 213             | Marc Hirschi (SUI)         | AB              |
| 214             | Søren Kragh Andersen (DEN) | AB              |
| 215             | Joris Nieuwenhuis (NED)    | AB              |
| 216             | Nicolas Roche (IRL)        | AB              |
| 217             | Jasha Sütterlin (GER)      | AB              |

| Trek-Segafredo TFS | Trek-Segafredo TFS         | Trek-Segafredo TFS |
| ------------------ | -------------------------- | ------------------ |
| Num                | Coureur                    | Pos                |
| 221                | Vincenzo Nibali (ITA)      | AB                 |
| 222                | Gianluca Brambilla (ITA)   | AB                 |
| 223                | Giulio Ciccone (ITA)       | 32e                |
| 224                | Nicola Conci (ITA)         | AB                 |
| 225                | Antonio Nibali (ITA)       | AB                 |
| 226                | Toms Skujiņš (LAT) (route) | AB                 |
| 227                | Pieter Weening (NED)       | AB                 |

| UAE Team Emirates UAD | UAE Team Emirates UAD        | UAE Team Emirates UAD |
| --------------------- | ---------------------------- | --------------------- |
| Num                   | Coureur                      | Pos                   |
| 231                   | Tadej Pogačar (SLO)          | 13e                   |
| 232                   | Valerio Conti (ITA)          | 21e                   |
| 233                   | Rui Costa (POR)              | 39e                   |
| 234                   | Davide Formolo (ITA) (route) | 2e                    |
| 235                   | Jan Polanc (SLO)             | AB                    |
| 236                   | Aleksandr Riabushenko (BLR)  | AB                    |
| 239                   | Diego Ulissi (ITA)           | 16e                   |

| Deceuninck-Quick Step DQT | Deceuninck-Quick Step DQT | Deceuninck-Quick Step DQT |
| ------------------------- | ------------------------- | ------------------------- |
| Num                       | Coureur                   | Pos                       |
| 1                         | Julian Alaphilippe (FRA)  | 24e                       |
| 2                         | Kasper Asgreen (DEN)      | AB                        |
| 3                         | Davide Ballerini (ITA)    | AB                        |
| 4                         | Mikkel Honoré (DEN)       | HD                        |
| 5                         | Bob Jungels (LUX) (route) | AB                        |
| 6                         | Pieter Serry (BEL)        | AB                        |
| 7                         | Zdeněk Štybar (CZE)       | 6e                        |

| AG2R La Mondiale ALM | AG2R La Mondiale ALM    | AG2R La Mondiale ALM |
| -------------------- | ----------------------- | -------------------- |
| Num                  | Coureur                 | Pos                  |
| 12                   | Julien Duval (FRA)      | AB                   |
| 13                   | Dorian Godon (FRA)      | AB                   |
| 14                   | Lawrence Naesen (BEL)   | AB                   |
| 15                   | Oliver Naesen (BEL)     | AB                   |
| 16                   | Andrea Vendrame (ITA)   | 20e                  |
| 17                   | Lawrence Warbasse (USA) | AB                   |

| Alpecin-Fenix AFC | Alpecin-Fenix AFC          | Alpecin-Fenix AFC |
| ----------------- | -------------------------- | ----------------- |
| Num               | Coureur                    | Pos               |
| 21                | Mathieu van der Poel (NED) | 15e               |
| 22                | Floris De Tier (BEL)       | HD                |
| 23                | Kristian Sbaragli (ITA)    | AB                |
| 24                | Scott Thwaites (GBR)       | AB                |
| 25                | Petr Vakoč (CZE)           | AB                |
| 26                | Gianni Vermeersch (BEL)    | HD                |
| 27                | Philipp Walsleben (GER)    | AB                |

| Androni Giocattoli-Sidermec ANS | Androni Giocattoli-Sidermec ANS | Androni Giocattoli-Sidermec ANS |
| ------------------------------- | ------------------------------- | ------------------------------- |
| Num                             | Coureur                         | Pos                             |
| 31                              | Nicola Bagioli (ITA)            | AB                              |
| 32                              | Mattia Frapporti (ITA)          | AB                              |
| 33                              | Davide Gabburo (ITA)            | 41e                             |
| 34                              | Simon Pellaud (SUI)             | 40e                             |
| 35                              | Simone Ravanelli (ITA)          | HD                              |
| 36                              | Josip Rumac (CRO)               | 26e                             |
| 37                              | Mattia Viel (ITA)               | AB                              |

| Astana AST | Astana AST                    | Astana AST |
| ---------- | ----------------------------- | ---------- |
| Num        | Coureur                       | Pos        |
| 41         | Alexey Lutsenko (KAZ) (route) | AB         |
| 42         | Manuele Boaro (ITA)           | AB         |
| 43         | Fabio Felline (ITA)           | AB         |
| 44         | Jakob Fuglsang (DEN)          | 5e         |
| 45         | Hugo Houle (CAN)              | 29e        |
| 46         | Gorka Izagirre (ESP)          | 17e        |
| 47         | Ion Izagirre (ESP)            | AB         |

| B&B Hotels-Vital Concept p/b KTM BVC | B&B Hotels-Vital Concept p/b KTM BVC | B&B Hotels-Vital Concept p/b KTM BVC |
| ------------------------------------ | ------------------------------------ | ------------------------------------ |
| Num                                  | Coureur                              | Pos                                  |
| 51                                   | Maxime Chevalier (FRA)               | AB                                   |
| 52                                   | Arnaud Courteille (FRA)              | AB                                   |
| 53                                   | Cyril Gautier (FRA)                  | 37e                                  |
| 54                                   | Johan Le Bon (FRA)                   | AB                                   |
| 55                                   | Quentin Pacher (FRA)                 | AB                                   |
| 56                                   | Sebastian Schönberger (AUT)          | AB                                   |
| 57                                   | Tom-Jelte Slagter (NED)              | AB                                   |

| Bahrain McLaren TBM | Bahrain McLaren TBM       | Bahrain McLaren TBM |
| ------------------- | ------------------------- | ------------------- |
| Num                 | Coureur                   | Pos                 |
| 61                  | Dylan Teuns (BEL)         | AB                  |
| 62                  | Domen Novak (SLO) (route) | AB                  |
| 63                  | Grega Bole (SLO)          | AB                  |
| 64                  | Iván García Cortina (ESP) | AB                  |
| 65                  | Matej Mohorič (SLO)       | 19e                 |
| 66                  | Jan Tratnik (SLO)         | AB                  |
| 67                  | Fred Wright (GBR)         | AB                  |

| Bardiani CSF Faizanè BCF | Bardiani CSF Faizanè BCF  | Bardiani CSF Faizanè BCF |
| ------------------------ | ------------------------- | ------------------------ |
| Num                      | Coureur                   | Pos                      |
| 71                       | Vincenzo Albanese (ITA)   | AB                       |
| 72                       | Nicolas Dalla Valle (ITA) | AB                       |
| 73                       | Iuri Filosi (ITA)         | AB                       |
| 74                       | Filippo Fiorelli (ITA)    | AB                       |
| 75                       | Fabio Mazzucco (ITA)      | AB                       |
| 76                       | Alessandro Pessot (ITA)   | AB                       |
| 77                       | Alessandro Tonelli (ITA)  | AB                       |

| Bora-Hansgrohe BOH | Bora-Hansgrohe BOH                  | Bora-Hansgrohe BOH |
| ------------------ | ----------------------------------- | ------------------ |
| Num                | Coureur                             | Pos                |
| 81                 | Peter Sagan (SVK)                   | AB                 |
| 82                 | Cesare Benedetti (ITA)              | HD                 |
| 83                 | Marcus Burghardt (GER)              | 23e                |
| 84                 | Oscar Gatto (ITA)                   | AB                 |
| 85                 | Gregor Mühlberger (AUT)             | 11e                |
| 86                 | Daniel Oss (ITA)                    | 27e                |
| 87                 | Maximilian Schachmann (GER) (route) | 3e                 |

| CCC Team CCC | CCC Team CCC               | CCC Team CCC |
| ------------ | -------------------------- | ------------ |
| Num          | Coureur                    | Pos          |
| 91           | Greg Van Avermaet (BEL)    | 8e           |
| 92           | Alessandro De Marchi (ITA) | 33e          |
| 93           | Simon Geschke (GER)        | HD           |
| 94           | Jonas Koch (GER)           | AB           |
| 95           | Michael Schär (SUI)        | 28e          |
| 96           | Gijs Van Hoecke (BEL)      | AB           |
| 97           | Nathan Van Hooydonck (BEL) | AB           |

| Circus-Wanty Gobert CWG | Circus-Wanty Gobert CWG    | Circus-Wanty Gobert CWG |
| ----------------------- | -------------------------- | ----------------------- |
| Num                     | Coureur                    | Pos                     |
| 101                     | Quinten Hermans (BEL)      | AB                      |
| 102                     | Timothy Dupont (BEL)       | AB                      |
| 103                     | Fabien Doubey (FRA)        | AB                      |
| 104                     | Corné van Kessel (NED)     | AB                      |
| 105                     | Xandro Meurisse (BEL)      | AB                      |
| 106                     | Loïc Vliegen (BEL)         | 18e                     |
| 107                     | Pieter Vanspeybrouck (BEL) | AB                      |

| EF Pro Cycling EF1 | EF Pro Cycling EF1        | EF Pro Cycling EF1 |
| ------------------ | ------------------------- | ------------------ |
| Num                | Coureur                   | Pos                |
| 111                | Alberto Bettiol (ITA)     | 4e                 |
| 112                | Simon Clarke (AUS)        | AB                 |
| 113                | Lawson Craddock (USA)     | 35e                |
| 114                | Mitchell Docker (AUS)     | AB                 |
| 115                | Magnus Cort Nielsen (DEN) | AB                 |
| 116                | Sean Bennett (USA)        | AB                 |
| 117                | Michael Woods (CAN)       | 36e                |

| Groupama-FDJ GFC | Groupama-FDJ GFC      | Groupama-FDJ GFC |
| ---------------- | --------------------- | ---------------- |
| Num              | Coureur               | Pos              |
| 121              | Stefan Küng (SUI)     | 14e              |
| 122              | Mickaël Delage (FRA)  | AB               |
| 123              | Kevin Geniets (LUX)   | AB               |
| 124              | Simon Guglielmi (FRA) | AB               |
| 125              | Olivier Le Gac (FRA)  | 31e              |
| 126              | Marc Sarreau (FRA)    | AB               |
| 127              | Léo Vincent (FRA)     | AB               |

| Israel Start-Up Nation ISN | Israel Start-Up Nation ISN | Israel Start-Up Nation ISN |
| -------------------------- | -------------------------- | -------------------------- |
| Num                        | Coureur                    | Pos                        |
| 131                        | Krists Neilands (LAT)      | AB                         |
| 132                        | Guillaume Boivin (CAN)     | AB                         |
| 133                        | Alexander Cataford (CAN)   | AB                         |
| 134                        | Alex Dowsett (GBR)         | 34e                        |
| 135                        | Reto Hollenstein (SUI)     | AB                         |
| 136                        | Norman Vahtra (EST)        | AB                         |

| Lotto-Soudal LTS | Lotto-Soudal LTS         | Lotto-Soudal LTS |
| ---------------- | ------------------------ | ---------------- |
| Num              | Coureur                  | Pos              |
| 141              | Philippe Gilbert (BEL)   | 25e              |
| 142              | Jasper De Buyst (BEL)    | AB               |
| 143              | Kobe Goossens (BEL)      | AB               |
| 144              | Matthew Holmes (GBR)     | AB               |
| 145              | Stefano Oldani (ITA)     | AB               |
| 146              | Tosh Van der Sande (BEL) | AB               |
| 147              | Florian Vermeersch (BEL) | AB               |

| Mitchelton-Scott MTS | Mitchelton-Scott MTS     | Mitchelton-Scott MTS |
| -------------------- | ------------------------ | -------------------- |
| Num                  | Coureur                  | Pos                  |
| 151                  | Edoardo Affini (ITA)     | AB                   |
| 152                  | Jack Bauer (NZL)         | 22e                  |
| 153                  | Sam Bewley (NZL)         | AB                   |
| 154                  | Brent Bookwalter (USA)   | 7e                   |
| 155                  | Luke Durbridge (AUS)     | AB                   |
| 156                  | Alexander Konychev (ITA) | HD                   |
| 157                  | Robert Stannard (AUS)    | AB                   |

| Movistar Team MOV | Movistar Team MOV       | Movistar Team MOV |
| ----------------- | ----------------------- | ----------------- |
| Num               | Coureur                 | Pos               |
| 161               | Dario Cataldo (ITA)     | AB                |
| 162               | Juri Hollmann (GER)     | AB                |
| 163               | Héctor Carretero (ESP)  | AB                |
| 164               | Johan Jacobs (SUI)      | AB                |
| 165               | Einer Rubio (COL)       | AB                |
| 166               | Eduardo Sepúlveda (ARG) | AB                |
| 167               | Davide Villella (ITA)   | AB                |

| NTT Pro Cycling NTT | NTT Pro Cycling NTT        | NTT Pro Cycling NTT |
| ------------------- | -------------------------- | ------------------- |
| Num                 | Coureur                    | Pos                 |
| 171                 | Samuele Battistella (ITA)  | AB                  |
| 172                 | Edvald Boasson Hagen (NOR) | 42e                 |
| 173                 | Michael Gogl (AUT)         | 9e                  |
| 174                 | Michael Valgren (DEN)      | 30e                 |
| 175                 | Roman Kreuziger (CZE)      | HD                  |
| 176                 | Matteo Sobrero (ITA)       | AB                  |
| 177                 | Rasmus Tiller (NOR)        | AB                  |

| Arkéa-Samsic ARK | Arkéa-Samsic ARK        | Arkéa-Samsic ARK |
| ---------------- | ----------------------- | ---------------- |
| Num              | Coureur                 | Pos              |
| 181              | Diego Rosa (ITA)        | 10e              |
| 182              | Franck Bonnamour (FRA)  | AB               |
| 183              | Benjamin Declercq (BEL) | AB               |
| 184              | Anthony Delaplace (FRA) | AB               |
| 185              | Romain Hardy (FRA)      | AB               |
| 186              | Clément Russo (FRA)     | AB               |
| 187              | Florian Vachon (FRA)    | AB               |

| Team Ineos INS | Team Ineos INS           | Team Ineos INS |
| -------------- | ------------------------ | -------------- |
| Num            | Coureur                  | Pos            |
| 191            | Owain Doull (GBR)        | AB             |
| 192            | Michał Kwiatkowski (POL) | 12e            |
| 193            | Gianni Moscon (ITA)      | AB             |
| 194            | Jhonatan Narváez (ECU)   | AB             |
| 195            | Salvatore Puccio (ITA)   | AB             |
| 196            | Luke Rowe (GBR)          | AB             |
| 197            | Ben Swift (GBR) (route)  | AB             |

| Jumbo-Visma TJV | Jumbo-Visma TJV                     | Jumbo-Visma TJV |
| --------------- | ----------------------------------- | --------------- |
| Num             | Coureur                             | Pos             |
| 201             | Wout van Aert (BEL)                 | 1er             |
| 202             | Koen Bouwman (NED)                  | AB              |
| 203             | Amund Grøndahl Jansen (NOR) (route) | 38e             |
| 204             | Bert-Jan Lindeman (NED)             | AB              |
| 205             | Paul Martens (GER)                  | AB              |
| 206             | Antwan Tolhoek (NED)                | AB              |
| 207             | Maarten Wynants (BEL)               | AB              |

| Team Sunweb SUN | Team Sunweb SUN            | Team Sunweb SUN |
| --------------- | -------------------------- | --------------- |
| Num             | Coureur                    | Pos             |
| 211             | Tiesj Benoot (BEL)         | AB              |
| 212             | Nikias Arndt (GER)         | AB              |
| 213             | Marc Hirschi (SUI)         | AB              |
| 214             | Søren Kragh Andersen (DEN) | AB              |
| 215             | Joris Nieuwenhuis (NED)    | AB              |
| 216             | Nicolas Roche (IRL)        | AB              |
| 217             | Jasha Sütterlin (GER)      | AB              |

| Trek-Segafredo TFS | Trek-Segafredo TFS         | Trek-Segafredo TFS |
| ------------------ | -------------------------- | ------------------ |
| Num                | Coureur                    | Pos                |
| 221                | Vincenzo Nibali (ITA)      | AB                 |
| 222                | Gianluca Brambilla (ITA)   | AB                 |
| 223                | Giulio Ciccone (ITA)       | 32e                |
| 224                | Nicola Conci (ITA)         | AB                 |
| 225                | Antonio Nibali (ITA)       | AB                 |
| 226                | Toms Skujiņš (LAT) (route) | AB                 |
| 227                | Pieter Weening (NED)       | AB                 |

| UAE Team Emirates UAD | UAE Team Emirates UAD        | UAE Team Emirates UAD |
| --------------------- | ---------------------------- | --------------------- |
| Num                   | Coureur                      | Pos                   |
| 231                   | Tadej Pogačar (SLO)          | 13e                   |
| 232                   | Valerio Conti (ITA)          | 21e                   |
| 233                   | Rui Costa (POR)              | 39e                   |
| 234                   | Davide Formolo (ITA) (route) | 2e                    |
| 235                   | Jan Polanc (SLO)             | AB                    |
| 236                   | Aleksandr Riabushenko (BLR)  | AB                    |
| 239                   | Diego Ulissi (ITA)           | 16e                   |